# Глазет
Глазе́т (фр. glacé — «блискучий») — різновид парчі з витканими золотими або срібними візерунками, а також одяг з такої парчі.
Дорогий глазет ткали зі справжнім срібним дротиком. Пізніше стали використовувати бабовняні та вовняні нитки. Завдяки різним кольорам ниток основи, що можна побачити на згинах, глазет був не тільки срібний, але й набував відтінків білого, блакитного, лілового та зеленого.

## Історія
Перші згадки про блискучу парчу відомі із стародавнього Китаю. Наприкінці 16 століття, з розвитком ткацтва, глазет стали виробляти у Європі. Купівлю цього розкішного матеріалу могли собі дозволити тільки дуже багаті люди. Так як у складі був шовк, що ввозився з Китаю, а для візерунків використовувалися срібні та золоті нитки, ціна тканини була дуже високою.

## В літературі
- Дівчата у стрічках, у стьожках, молодиці у парчевих очіпках, у кармазинах, у глазеті (Олекса Стороженко, I, 1957, 76).